# Comtat de Derry
El comtat de Derry (gaèlic Dhoire), oficialment, el comtat de Londonderry (en anglès: County Londonderry) és un dels sis comtats d'Irlanda que formen part d'Irlanda del Nord. Doire vol dir "roure" en gaèlic. Segons el cens de 2001 el 55,56% dels habitants són catòlics, el 57% al districte de Derry.

## Divisió administrativa
El govern britànic ha dividit el territori de l'antic comtat de Londonderry en quatre districtes:
- Districte de Derry and Strabane (que inclou part de Comtat de Tyrone)
- Districte de Causeway Coast and Glens (que inclou part de Comtat d'Antrim)
- Districte de Mid-Ulster (que inclou part de Comtat de Tyrone)

## Ciutats i viles
- Derry
- Coleraine
- Limavady
- Magherafelt, Portstewart
- Culmore (part de l'àrea urbana de Derry), Dungiven, Eglinton, Maghera, Newbuildings (part de l'àrea urbana de Derry)
- Ballykelly, Bellaghy, Castledawson, Castlerock, Claudy, Draperstown, Garvagh, Greysteel, Kilrea, Moneymore, Strathfoyle (part de l'àrea urbana de Derry)
- Articlave, Ballerin, Ballymaguigan, Ballyronan, Clady, Culnady, Desertmartin, Downhill, Drumsurn, Feeny, Glenullin, Gulladuff, Lettershendoney, Macosquin, Ringsend, Swatragh, Tobermore, Upperlands

### Baronies
- Coleraine
- Keenaght
- North East Liberties of Coleraine
- North West Liberties of Londonderry
- Loughinsholin
- Tirkeeran